# Wiesław Janowski
Wiesław Janowski (ur. 27 sierpnia 1956 w Przasnyszu) – polski urzędnik państwowy, polityk, poseł na Sejm RP I kadencji.

## Życiorys
Ukończył w 1976 Państwowe Technikum Ochrony Roślin w miejscowości Gołotczyzna. Później studiował na Wydziale Fizyki Technicznej i Matematyki Stosowanej Politechniki Warszawskiej oraz na Wydziale Matematyki Uniwersytetu Mikołaja Kopernika, nie kończąc tych studiów. W 1998 został absolwentem Wyższej Szkoły Przedsiębiorczości i Zarządzania im. Leona Koźmińskiego.
Współpracował z Komitetem Obrony Robotników. W 1980 wszedł w skład Tymczasowego Komitetu Założycielskiego Niezależnego Zrzeszenia Studentów. Został też działaczem „Solidarności” Rolników Indywidualnych (w latach 80. prowadził indywidualne gospodarstwo rolne w województwie ciechanowskim).
Po wprowadzeniu stanu wojennego pozostawał w ukryciu do jesieni 1982, był na liście osób przeznaczonych do internowania. Działał w podziemiu, zajmując się m.in. wydawaniem i kolportażem pism drugiego obiegu. W grudniu 1982 został tymczasowo aresztowany, zwolniono go jednak w styczniu 1983.
W 1989 wszedł w skład władz wojewódzkich Komitetu Obywatelskiego. Został pełnomocnikiem wojewody, a następnie delegatem rządu ds. reformy samorządowej. Pełnił funkcję radnego gminy Stupsk. Krótko działał w Porozumieniu Centrum. W 1991 uzyskał mandat posła na Sejm I kadencji. Został wybrany w okręgu ciechanowsko-łomżyńsko-ostrołęckim z listy Porozumienia Ludowego. Zasiadał w Komisji Samorządu Terytorialnego, Komisji Administracji i Spraw Wewnętrznych, Komisji Konstytucyjnej Zgromadzenia Narodowego, Komisji Sprawiedliwości oraz dwóch komisjach nadzwyczajnych i sześciu podkomisjach. Bez powodzenia w 1993 ubiegał się o reelekcję. Od 1996 zatrudniony w bydgoskiej delegaturze Najwyższej Izby Kontroli.
Do połowy lat 90. był członkiem władz krajowych rolniczej „Solidarności”. Należał do założycieli Stowarzyszenia „Wspólnota Polska”.

## Odznaczenia
Odznaczony Srebrnym Krzyżem Zasługi (2001). W 2009, za wybitne zasługi w działalności na rzecz przemian demokratycznych w Polsce, za osiągnięcia w podejmowanej z pożytkiem dla kraju pracy zawodowej i społecznej, został odznaczony Krzyżem Kawalerskim Orderu Odrodzenia Polski. W 2015 otrzymał Krzyż Wolności i Solidarności.